# Сендерборг
Сендерборг (дан. Sønderborg) — місто в Данії, регіон Південна Данія. Адміністративний центр комуни. Найстарша частина Сендерборга розташована на острові Альс, де стоїть замок Сендерборг, проте західні передмістя поширилися на півострів Ютландія.

## Назва
- Се́ндерборг, або Сьо́ннеборг (дан. Sønderborg, МФА: [ˈsønɐˌpɒˀ]) — данська назва.
- Зо́ндербург (нім. Sonderburg) — німецька назва.

## Географія
Місто знаходиться у зоні, котра характеризується морським кліматом. Найтепліший місяць — липень із середньою температурою 17.8 °C (64 °F). Найхолодніший місяць — лютий, із середньою температурою 1.1 °С (34 °F).
| Клімат Сендерборга      | Клімат Сендерборга | Клімат Сендерборга | Клімат Сендерборга | Клімат Сендерборга | Клімат Сендерборга | Клімат Сендерборга | Клімат Сендерборга | Клімат Сендерборга | Клімат Сендерборга | Клімат Сендерборга | Клімат Сендерборга | Клімат Сендерборга | Клімат Сендерборга |
| Показник                | Січ.               | Лют.               | Бер.               | Квіт.              | Трав.              | Черв.              | Лип.               | Серп.              | Вер.               | Жовт.              | Лист.              | Груд.              | Рік                |
| Абсолютний максимум, °C | 11                 | 13                 | 18                 | 22                 | 25                 | 30                 | 32                 | 31                 | 30                 | 22                 | 13                 | 12                 | 32                 |
| Середній максимум, °C   | 3                  | 2                  | 6                  | 10                 | 15                 | 17                 | 20                 | 20                 | 16                 | 11                 | 7                  | 4                  | 11                 |
| Середня температура, °C | 2                  | 1                  | 3                  | 7                  | 12                 | 15                 | 17                 | 17                 | 13                 | 10                 | 5                  | 3                  | 9                  |
| Середній мінімум, °C    | 0                  | 0                  | 1                  | 4                  | 8                  | 12                 | 14                 | 13                 | 11                 | 7                  | 3                  | 2                  | 6                  |
| Абсолютний мінімум, °C  | −12                | −11                | −12                | −2                 | 0                  | 5                  | 6                  | 6                  | 1                  | −2                 | −7                 | −12                | −12                |
| Днів з опадами          | 22                 | 18                 | 21                 | 17                 | 18                 | 20                 | 21                 | 20                 | 21                 | 19                 | 21                 | 21                 | 239                |
| Днів з дощем            | 17                 | 12                 | 17                 | 16                 | 18                 | 20                 | 21                 | 20                 | 21                 | 19                 | 20                 | 19                 | 220                |
| Днів зі снігом          | 9                  | 9                  | 7                  | 3                  | 0                  | 0                  | 0                  | 0                  | 0                  | 0                  | 2                  | 5                  | 35                 |
| ----------------------- | ------------------ | ------------------ | ------------------ | ------------------ | ------------------ | ------------------ | ------------------ | ------------------ | ------------------ | ------------------ | ------------------ | ------------------ | ------------------ |
| Джерело: Weatherbase    |                    |                    |                    |                    |                    |                    |                    |                    |                    |                    |                    |                    |                    |

## Історія
Історично Сендерборг входив в данський феод — герцогство Шлезвіг. В результаті війни 1864 року Данія втратила владу над цими територіями. За Шлезвізьким плебісцитом 1920 року Північний Шлезвіг було повернуто Данії.

## Відомі уродженці міста
- Петер Крістенсен — данський політик, державний діяч.
- Крістіан Август
- Генріх Петерсен
- Симон Поульсен
- Фредерік Крістіан II Августенбурзький
- Карл Есмарх